# Tweede klasse 1896-97 (voetbal België)
Het seizoen 1896/97 van Division 1 (Eerste Afdeeling), de voorloper van de Belgische Tweede Klasse was het eerste seizoen dat er een competitie onder het hoogste niveau gespeeld werd in België. De competitie werd niet als een nationaal niveau beschouwd en op het einde van het seizoen waren er ook geen promoverende of degraderende ploegen.  
De zes deelnemende ploegen waren de tweede elftallen van de zes ploegen die in de Coupe de Championnat 1896/97 speelden.  Winnaar werd het tweede elftal van FC  Liégeois. Niet alle wedstrijden werden gespeeld.

## Eindstand Eerste Afdeeling
|  |   |                                               | P  | W | G | V | +  | -  | DS  | Ptn |
|  | - | --------------------------------------------- | -- | - | - | - | -- | -- | --- | --- |
|  | 1 | reserven FC Liégeois                          | 10 | 6 | 1 | 3 | 19 | 16 | 3   | 13  |
|  | 2 | reserven Léopold Club                         | 10 | 5 | 1 | 4 | 18 | 13 | 5   | 11  |
|  | 3 | reserven Athletic & Running Club de Bruxelles | 9  | 4 | 2 | 3 | 16 | 16 | 0   | 10  |
|  | 4 | reserven Antwerp FC                           | 8  | 4 | 1 | 3 | 24 | 13 | 11  | 9   |
|  | 5 | reserven Racing Club de Bruxelles             | 9  | 4 | 1 | 4 | 11 | 29 | -18 | 9   |
|  | 6 | reserven Sporting Club de Bruxelles           | 6  | 1 | 2 | 3 | 3  | 4  | -1  | 4   |

P: wedstrijden gespeeld, W: wedstrijden gewonnen, G: gelijke spelen, V: wedstrijden verloren, +: gescoorde doelpunten, -: doelpunten tegen, DS: doelsaldo, Ptn: totaal punten
Opmerking
De bovenstaande eindstand kan niet correct zijn.  Het totaal aantal gewonnen wedstrijden (24) is niet gelijk aan het totaal aantal verloren wedstrijden (20). Toch is de eindstand zoals hierboven de "officiële" eindstand.